# PKP-Baureihe EN56
Die Baureihe EN56 waren dreiteilige elektrische Triebzüge der Polnischen Staatsbahnen (PKP), die überwiegend im Vorortverkehr eingesetzt wurden. Die Fahrzeuge waren bis Mitte der 1980er Jahre im Einsatz und wurden von den Reihen EN57 und EN71 abgelöst. Sie wurden zwischen 1982 und 1984 ausgemustert. Triebzug 36 stand 2013 noch in Węgliniec.

## Geschichte
Neben in etwa gleich großen Fahrzeugen aus der Landesproduktion von Pafawag und von ASEA bestellte die Polnische Staatsbahn auch mehrere Elektrotriebwagen in der damaligen DDR, die beim VEB Waggonbau Görlitz gefertigt wurden. Das Design der Fahrzeuge wurde mit polnischen Konstrukteuren zusammen entwickelt, die elektrische Ausrüstung der Fahrzeuge wurde von LEW Hennigsdorf geliefert. Zwei Prototypen wurden 1954 geliefert, 1955 wurden 18 Fahrzeuge ausgeliefert, 1956 drei, und 1957 die restlichen 13. Die Fahrzeuge wurden ursprünglich als E56-1-36 bezeichnet, ab 1956 EN56-01–36. Stationiert wurden sie in Łódź und auf dem Abschnitt Łódź – Warschau eingesetzt, von 1957 bis 1965 dienten sie auch in Katowice.
Die Fahrzeuge hatten eine relativ hohe Ausfallrate der elektrischen Ausrüstung aufgrund der fehlenden Erfahrung der DDR-Industrie mit Gleichstromfahrzeugen sowie einen unruhigen Lauf über 70 km/h aufgrund der fehlenden Dämpfung der Querschwingung der Drehgestelle. Der Triebzug EN56-07 wurde 1963 nach einem Brand zerstört. Als genügend andere Fahrzeuge aus Landesproduktion zur Verfügung standen, wurden sie bis 1984 ausgemustert.

## Konstruktion
Die Triebzüge bestanden aus einer festen Konfiguration aus zwei Steuer- und einem dazwischen laufenden Triebwagen. Die angetriebene Einheit war mit zwei Stromabnehmern ausgerüstet. Scharfenbergkupplungen an den Enden ermöglichten das Kuppeln mehrerer Einheiten.
Zum ersten Mal wurden bei den Fahrzeugen in Polen die elektrische Ausrüstung unter dem Wagenboden untergebracht, das ermöglichte den Fahrgästen, die gesamt Innenfläche zu benützen und brachte zusätzlich 10 Sitze. Die Beleuchtung erfolgte mit Leuchtstofflampen.